# Yik Man Wong
Yik Man Wong (Tilburg, 3 november 1990) is een Nederlandse badmintonspeelster. Ze komt sinds 2006 uit voor BV Van Zijderveld in de Nederlandse eredivisie. Eerder kwam ze uit voor eredivisionist DKC (Des Kortenaer Combinatie) uit Den Haag.
Wong begon met badminton bij BC Pellikaan in haar geboorteplaats. Haar uitheemse naam dankt ze aan haar Chinese vader. Voor ze in het seniorencircuit kwam, nam ze deel aan het individuele toernooi van de Jeugd WK’s 2006, 2007 en 2008, het Europees Jeugdkampioenschap >19, het zeslandentoernooi >19 en het zeslandentoernooi >17.
Wong reikte tijdens het Nederlands kampioenschap van 2009 tot de halve finale, maar verloor daarin van de latere toernooiwinnaar Yao Jie.

## Nationale Jeugdkampioenschappen
Wong werd in 2007 Nederlands kampioene enkelspel >19 en werd op hetzelfde evenement samen met Eefje Muskens tweede in het vrouwendubbel. Dit kwam niet doordat ze de finale verloren, maar doordat de eindstrijd niet door kon gaan vanwege een blessure van Wong.
De Tilburgse werd zowel in 2005 als 2006 Nederlands kampioene enkelspel >17, terwijl ze in 2006 eveneens de nationale dubbelspeltitel >17 won samen met Samantha Barning. Haar individuele >17 titel in 2005 haalde ze in hetzelfde jaar dat ze ook Nederlands kampioene >15 werd. Twee jaar daarvoor won Wong zowel het enkel- als het dubbelspeltoernooi (samen met Cynthia Tan') op het NK >13.